# Asterix e il grande fossato
Asterix e il grande fossato (Le Grand Fossé) è la venticinquesima storia a fumetti della serie Asterix, creata dal duo francese René Goscinny (sceneggiatura) e Albert Uderzo (disegni). La sua prima pubblicazione in lingua originale risale al 1980. È la prima storia di Asterix scritta e disegnata dal solo Uderzo, che si cimenta con la sceneggiatura raccogliendo l'eredità del collega e amico Goscinny morto nel 1977.

## Trama
L'avventura inizia in un villaggio della Gallia, simile a quello dei ben noti Irriducibili armoricani ma con un particolare: un profondo fossato lo divide in due metà, tra loro non comunicanti, e gli abitanti di ciascuna parte, sotto la guida di due capi diversi, odiano ricambiati gli altri. Segregazionix, capo della metà destra del villaggio, e Giradix, capo di quella sinistra, cercano da tempo di sopraffarsi a vicenda, senza però mai venire a capo di nulla. Un giorno, Acidonitrix, l'amorale consigliere di Segregazionix, suggerisce al suo capo di rivolgersi all'esercito romano per sottomettere Giradix e gli abitanti della metà opposta; dopo qualche remora, il capo accetta e manda Acidonitrix presso i Romani come ambasciatore. Sua figlia Fanzine scopre però il piano dei due e corre ad avvisare di nascosto il suo innamorato segreto Comix, figlio a suo volta di Giradix; appreso del complotto, questi parte alla volta del villaggio di Abraracourcix, vecchio commilitone del padre, per chiedere aiuto ai suoi contro la minaccia romana.
Nel frattempo, Acidonitrix giunge a un accampamento romano, dove vige il disordine a causa della penuria di schiavi dovuta alla Pax romana, che proibisce ai conquistatori di reclutare schiavi fra i Galli. Presentatosi al centurione Cumulonembus, il perfido personaggio ha così facile gioco nell'ottenerne la collaborazione in cambio della promessa di consegnare Giradix e gli abitanti della sua metà come schiavi; l'astuto Acidonitrix spera inoltre di poter sposare la bella Fanzine, che Segregazionix gli ha promesso in cambio della vittoria, togliere di mezzo il padre e diventare quindi l'unico capo dell'intero villaggio. Mentre il crudele piano prende forma, Comix si fa aiutare da Asterix, Obelix e Panoramix, e torna così con loro (e con Idefix) al villaggio. Il quartetto ha però appena modo di presentarsi a Giradix che le legioni romane arrivano nei pressi del villaggio: Segregazionix si muove con i suoi guerrieri per accoglierle, ma quando viene a conoscenza dell'infame promessa di Acidonitrix rifiuta con estremo orgoglio di consegnare i suoi compaesani ai Romani, al che l'infuriato Cumulonembus ordina che vengano tutti messi in catene e condotti all'accampamento, dove saranno loro a servire come schiavi.
Asterix, Obelix e Panoramix passano allora all'azione: fingendosi a loro volta schiavi, si introducono nel campo romano e con uno stratagemma riescono a far bere la pozione ai compatrioti imprigionati dai Romani, liberandoli dopo una breve rissa con i soldati e facendo con loro ritorno al villaggio. Nella confusione, Panoramix dimentica però sul luogo una fiala contenente una pozione in grado di curare le ferite e cancellare la memoria a breve termine; Acidonitrix se ne accorge, la ruba e la utilizza per guarire i Romani e convincerli a muovere guerra ai suoi compatrioti del villaggio. Nottetempo, il perfido personaggio riesce anche a trafugare un paiolo di pozione magica da sotto il naso di Asterix e a distribuirla ai Romani, che così al mattino si avviano baldanzosi verso il villaggio. Mentre Asterix e gli altri Galli si preparano alla difficile battaglia, l'unione dell'elisir e della pozione ha sui Romani dei bizzarri effetti collaterali: prima si gonfiano come palloni e poi rimpiccioliscono a dimensione di insetti per del tempo, venendo così facilmente sconfitti dai Galli per poi fuggire tra grasse risate spaventati da Idefix.
I guai però non sono ancora finiti: la giovane Fanzine viene rapita da Acidonitrix, che con un'ultima cattiveria chiede un riscatto al padre, fuggendo poi in barca portando con sé Fanzine legata e imbavagliata. L'infido consigliere si imbatte poi nei Pirati, a cui promette una parte del riscatto. Viene presto raggiunto da Asterix, Obelix e Comix, e nella battaglia che causa il solito affondamento della nave pirata, Acidonitrix viene sconfitto da Comix e, a causa di un suo colpo, atterra nella tenda di Cumulonembus, che per vendetta lo condanna a occuparsi di tutti i lavori umili del campo. Resta però da risolvere la divisione interna al villaggio: spronati da un'esasperata Fanzine, Giradix e Segregazionix decidono di affrontarsi in duello per appianare la questione; il duello, sotto forma di un incontro di pugilato arbitrato da Asterix, va avanti per un giorno e un'intera notte nel disinteresse generale, e il mattino dopo Asterix, al risveglio, li trova addormentati per cui lo scontro non ha vincitori. Asterix allora sancisce il pareggio e comunica agli abitanti che potranno ritrovare l'unità sotto la guida di Comix e di Fanzine, fra la felicità generale. Il fossato viene riempito di acqua e trasformato in fiume, mentre Giradix e Segregazionix superano le loro differenze, decidono di fare pace e diventano amici, mentre il gioioso matrimonio dei due giovani sancisce la ritrovata unità del villaggio. Asterix, Obelix e Panoramix possono così tornare a casa, dove li aspetta il consueto banchetto, felici di aver risolto, "per la XXV volta", la situazione.

## Personaggi principali
- Asterix: come al solito non esita a correre in aiuto di chi ha bisogno, fronteggiando la minaccia romana e dando prova del solito acume ed ingegno. Nel finale è lui a sancire l'unione tra Comix e Fanzine, che porta alla riappacificazione degli abitanti del villaggio
- Obelix: sempre pronto a seguire l'amico in missione, e a malmenare romani, dimostra, come spesso accade, un animo sensibile piangendo disperato nell'apprendere dell'amore impossibile tra Comix e Fanzine. Dopo il matrimonio finale fra i due, scoppia a piangere nuovamente perché "ugualmente sensibile alle storie d'amore che finiscono bene"
- Panoramix: in questa avventura, una delle poche alle quali partecipa in prima persona, l'inesauribile druido tira fuori un'altra delle sue trovate: un elisir in grado di guarire all'istante una persona e di cancellare contemporaneamente la memoria degli ultimi eventi accaduti. Tuttavia, come dimostrano gli incauti romani, l'elisir non può essere usato insieme alla pozione magica, pena sgradevoli effetti collaterali.
- Giradix (Tournedix)[3]: capo della metà sinistra del villaggio, e padre di Comix. Si considera, come del resto Segregazionix, l'unico capo del villaggio che vorrebbe riunire sotto il suo comando, ma con esiti infruttuosi
- Segregazionix (Ségrégationnix)[4]: capo della metà destra del villaggio, e padre di Fanzine, come Giradix pensa di essere l'unico vero capo del villaggio, sebbene le sue pretese siano tenute in nessuna considerazione da parte degli abitanti della metà opposta. Subisce l'influenza di Acidonitrix, suo consigliere, che lo porta a prendere l'infausta decisione di ricorrere ai Romani per affermare il proprio potere. Riscatta però il suo onore rifiutandosi di consegnare i suoi compaesani come schiavi, e affronta con dignità le conseguenze della sua decisione. Nel finale lui e Giradix abdicano a favore dei figli, e si riconciliano tra loro: una vignetta della penultima tavola li mostra intenti a pescare insieme, come due vecchi amici
- Comix (Comix)[5]: figlio di Giradix, giudica negativamente la situazione del villaggio, che vorrebbe tornasse alla normalità. È innamorato di Fanzine, ricambiato, ma sa che la sua storia d'amore non può coronarsi finché perdurano le divisioni interne al villaggio. Si rivolge ad Abraracurcix e ai suoi per chiedere aiuto contro i Romani, e nel finale sconfigge Acidonitrix salvando la sua bella, con la quale poi si sposa diventando il capo del villaggio finalmente riunito
- Fanzine (Fanzine)[6]: figlia di Segragazionix, è innamorata di Comix e come lui vorrebbe vedere la fine delle ostilità nel villaggio
- Acidonitrix (Acidenitrix)[7]: perfido consigliere di Segregazionix, è il principale antagonista della storia. Sogna segretamente di sposare Fanzine e di impadronirsi del potere al villaggio; per questo non esita a chiedere aiuto ai Romani promettendo di consegnare i suoi compatrioti come schiavi. Quando i suoi piani vanno in fumo tenta di rapire Fanzine chiedendo un riscatto; definitivamente sconfitto da Asterix, Obelix e Comix, viene catturato dai Romani furibondi che lo impiegano come schiavo. Ha un volto e un fisico da pesce -similitudine accentuata dall'indossare una corazza a scaglie- ed emana odore di aringa, come dicono tutti coloro che gli si trovano vicini.

## Riferimenti storici
Il riferimento principale dell'intera vicenda è al muro di Berlino, parodiato nel "grande fossato" che divide in due il villaggio gallico, e in generale alla divisione dei blocchi durante la Guerra Fredda; una situazione criticata aspramente per bocca del giovane Comix che afferma come "i posteri che ci giudicheranno avranno una pessima opinione dei loro avi". Più tardi Panoramix, nell'ultima tavola, considera che le generazioni successive "non crederanno mai" a una cosa tanto assurda. Inoltre, visto che l'albo uscì l'anno precedente le elezioni presidenziali in Francia del 1981, che avrebbero visto poi la vittoria di Mitterrand, alcuni hanno visto nella storia un richiamo alla divisione del popolo francese durante la campagna elettorale; altri ancora vi hanno letto un riferimento alla separazione del Belgio tra Valloni e Fiamminghi. Lo stesso Uderzo, tuttavia, ha dichiarato come l'ispirazione principale dell'albo sia proprio al muro di Berlino.
La scena in cui Segregazionix afferma "le village c'est moi" (ovvero "il villaggio sono io") è una chiara parodia di Luigi XIV, il Re Sole, il quale amava definirsi lo Stato in persona. Anche la posa è identica volutamente a quella del più famoso ritratto del monarca di Francia.
La storia d'amore tra Comix e Fanzine richiama la vicenda di Romeo e Giulietta: due giovani innamorati ma divisi dagli odi delle fazioni di appartenenza. La scena in cui i due si parlano al balcone ne è un esplicito richiamo. I nomi dei due giovani, invece, richiamano dei termini del mondo del fumetto: comic, appunto fumetto in inglese, e fanzine, rivista gestita da appassionati.
Questa è una delle poche avventure di Asterix in cui il druido Panoramix partecipa attivamente a una missione di Asterix e Obelix, e sperimenta su di sé la sua stessa pozione magica: durante lo scontro con i Romani nella tavola 24, dopo aver appioppato un uppercut a un legionario, afferma divertito e soddisfatto che i suoi effetti "vanno alle stelle".

## Storia editoriale
In Francia la storia è stata pubblicata in albo dalla casa editrice Les Éditions Albert René nel 1980. Si tratta della prima storia di Asterix ad essere stata stampata direttamente in albo senza andare incontro a una pre-pubblicazione a puntate, ed è anche la prima storia ad essere stata pubblicata da Éditions Albert René, neonata casa editrice fondata dallo stesso Uderzo nel 1979, anziché da Dargaud, editore di tutti gli albi precedenti. Le due case editrici avrebbero ingaggiato poi una lunga battaglia legale per i diritti sulle pubblicazioni delle storie di Asterix, vinta infine dalla Albert René nel 1998, la quale avrebbe poi ceduto, su decisione di Uderzo, il 60% delle proprie azioni alla Hachette Livre. Malgrado l'acquisizione della società da parte della Hachette, l'albo (come tutti i successivi) continua oggi ad essere ristampato in patria con il marchio delle Éditions Albert René.

### Edizioni estere

#### Italia
In Italia l'albo è edito, come gli altri della serie, da Mondadori; la prima edizione italiana risale al luglio 1980 per la traduzione italiana di Alba Avesini. La storia è stata pubblicata a puntate anche all'interno della rivista Il Giornalino (Edizioni San Paolo), nella quale fece la sua prima apparizione nel 1981 venendovi poi ristampata periodicamente. Tale edizione è basata su quella Mondadori e presenta la stessa traduzione. Inoltre, nel 2003 la storia è stata inserita all'interno del volume Asterix, il 19º de I classici del fumetto di Repubblica, serie edita in allegato con il quotidiano La Repubblica. Anche questa edizione seguiva quella Mondadori, con stesso titolo e traduzione della storia.

## In altre lingue
Il titolo originale dell'albo, Le Grand Fossé, è stato tradotto come segue in alcune delle principali lingue in cui il fumetto è edito; vengono inoltre indicate la casa editrice e l'anno di prima pubblicazione:
- catalano: La gran rasa - Salvat editores,  Spagna
- ceco: Asterix a Velký příkop - Egmont ČR,  Rep. Ceca, 2006
- danese: Den store grav - Egmont Serieforlaget A/S,  Danimarca, 1980
- finlandese: Syvä kuilu - Egmont Kustanus Oy,  Finlandia, 1980
- greco: Η μεγάλη τάφρος - Anglo Hellenic Agency,  Grecia
- inglese: The Great Divide - Orion,  Regno Unito, 1981
- olandese: De broedertwist - Éditions Albert René (Hachette Livre),  Paesi Bassi, 1976
- polacco: Wielki rów - Egmont Poland Ltd,  Polonia, 1996
- portoghese: O grande Fosso - Edições ASA,  Portogallo, 1980
- spagnolo: Asterix y la Gran Zanja - Salvat editores,  Spagna
- svedese: Det stora bygrälet - Egmont Kärnan AB,  Svezia, 1980
- tedesco: Der große Graben - Egmont Ehapa Verlag,  Germania, 1980